# Svartåmadens naturreservat
Svartåmadens naturreservat är ett naturreservat i Nässjö kommun.
Reservatet är skyddat sedan 2025 och omfattar 51 hektar. Det är beläget söder om Anneberg och består av Svartån omgärdat av våtmarker och sumpskog.